# Paraje Pavón
Paraje Pavón es una localidad del Partido de General Lavalle, provincia de Buenos Aires, Argentina.

En su camino de acceso, se encuentra el Autódromo Rotonda de Mar de Ajó. Se encuentra a unos 3 km al oeste de Mar de Ajó.

## Población
Cuenta con 942 habitantes (Indec, 2010), lo que representa un incremento del 23% frente a los 762 habitantes (Indec, 2001) del censo anterior.
- Datos: Q9055389